# 張力尹
張力尹（韓文漢字音： Jang Ryeok Yun，在韓藝名： Jang Ri In。1989年02月28日—），出生於中國四川成都市，是繼Super Junior的前中國成員韓庚後，第二位進入韓國音樂界的中國歌手，最早為少女時代的預定成員之一，後來以個別歌手出道。

## 個人簡介
張力尹的父母都曾是峨影樂團的小提琴家。四川新人藝術發展公司、據新人大賽負責人李洋、龔專回憶，2001年時，張力尹的爸爸找到他們，說女兒學了8年小提琴、4年鋼琴，可她卻不喜歡這些。她膽子小，就愛唱歌，經常戴著耳機一個人唱。一次，她爸爸偷偷在門後聽到張力尹唱歌，發現她唱得真的不錯，於是希望能讓她參加推新人大賽。
為了讓張力尹參加比賽，李洋和龔專特意趕到峨影廠宿舍。敲了幾次門後，張力尹只將門開了一個小縫，從縫隙裏往外看。陌生人的到來，令她十分緊張，李洋憑著多年與小朋友打交道的經驗與她聊天，說了很久，張力尹才讓他們進門並同意參加比賽。沒想到，酷愛蕭亞軒的張力尹一亮嗓子便博得喝彩，一路過關斬將成為2001年“全國十佳新人”。
一次次舞臺實戰訓練，讓張力尹的膽子漸漸大起來，逐漸拋棄心理負擔，肯定自己，接受各種挑戰。2003年，擁有BabyVOX、PLT、A4等金牌組合的韓國第二大唱片公司DRMusic的中國選秀活動在成都舉行，張力尹獲悉後立刻趕去，演唱了李玟的《想你的365天》。當驚人的聲音從13歲小孩的身體裏傳出來時，DRMusic公司激動了，一連讓她唱了幾首，立刻決定與她簽了10年合約，成為當時韓國最紅的女子五人組合BabyVOX的小師妹。據說，當年的選秀活動在北京、上海、山東等地進行，成都是最後一站，那麼多選手中，只簽了張力尹一個人。 
為了實現音樂夢想，張力尹先在北京學習韓語、進行基礎訓練，約一年後與DR友好解約，與韓國第一大娛樂公司SM Entertainment簽約，成為SM ENTERTAINMENT的練習生。在SM ENTERTAINMENT接受了3年的艱苦訓練。
2006年，她和東方神起成員細亞俊秀共同翻唱了《Timeless》，還和SHINee成員金鐘鉉共同合唱了《交錯的愛》。她以首張單曲87萬次熱門下載的好成績登陸歌壇。
2006年9月，正式推出她的首張EP大碟。2008年推出了她的首張國語專輯《星願》。

## 音樂作品

### 韓文單曲
| 單曲 # | 單曲資料                                                      | 曲目                                                                                      |
| 1st    | 首張單曲《TIMELESS》 - 發行日期：2006年9月11日 - 語言：韓語   | 曲目 1. Timeless 2. Y (why…) 3. Timeless(Instrumental) 4. Y (why…)(Instrumental)          |
| 2nd    | 第二張單曲《晴天雨天》 - 發行日期：2009年11月5日 - 語言：韓語 | 曲目 1. 晴天, 雨天 (Moving On) 2. 愛我 (Love Me) 3. 晴天, 雨天 (Moving On)(Instrumental)) |

### 中文單曲
| 單曲 # | 單曲資料                                                           | 曲目                                                                                      |
| 1st    | 首張中文單曲《TIMELESS》 - 發行日期：2006年9月8日 - 語言：國語     | 曲目 1. Timeless 2. Y (why…) 3. Timeless (Instrumental) 4. Y (why…) (Instrumental)        |
| 2nd    | 第二張中文單曲《晴天雨天》 - 發行日期：2009年10月29日 - 語言：國語 | 曲目 1. 晴天, 雨天 (Moving On) 2. 愛我 (Love Me) 3. 晴天, 雨天 (Moving On) (Instrumental) |
| 3rd    | 第三張中文單曲《愛的獨白》 - 發行日期：2014年8月2日 - 語言：國語   | 曲目 1. 愛的獨白 (Agape) 2. 那些年 (Back Then)                                            |
| 4th    | 第四張中文單曲《我一個人》 - 發行日期：2014年9月20日 - 語言：國語  | 曲目 1. 我一個人 (Not Alone) 2. 我一個人 (Not Alone) (Instrumental)                       |

### 韓文專輯
| 專輯 # | 專輯資料                                                            | 曲目 |
| 1st    | 首張韓文專輯《星願(I WILL)》 - 發行日期：2008年2月27日 - 語言：韓語 | 曲目 1. Intro(初戀) (Feat.Super Junior韓庚) 2. 初戀 3. A flame for you 4. 星願(I will) 5. 戀人啊 6. 後 7. 交錯的愛 (Feat.SHINee金鐘鉉) 8. 相信愛 9. 純真的愛 (Feat.宋秉洋) 10. One more try 11. Y(why...) 12. Timeless (Feat.Xiah俊秀) |

### 中文專輯
| 專輯 # | 專輯資料                                                            | 曲目 |
| 1st    | 首張中文專輯《星願(I WILL)》 - 發行日期：2008年3月11日 - 語言：國語 | 曲目 1. Intro(初戀) (Feat.Super Junior韓庚) 2. 初戀 3. A flame for you 4. 星願(I will) 5. 幸福的左岸 6. 後 7. 交錯的愛 (Feat.SHINee金鐘鉉) 8. 相信愛 9. 純真的愛 (Feat.宋秉洋) 10. One more try 11. Y(why...) 12. Timeless (Feat.Xiah俊秀) |

### 其他歌曲
| 形式 | 發佈日期       | 戲劇名稱                              | 歌曲名稱              | 合作藝人                 |
| OST  | 2007年4月16日  | SBS《戀人啊》                         | 戀人啊                |                          |
| CD   | 2005年12月12日 | 2006 Winter SMTown – Snow Dream       | Snow Dream            | 與SMTOWN                 |
| CD   | 2005年12月12日 | 2006 Winter SMTown – Snow Dream       | Snow Dream            | Heaven                   |
| CD   | 2007年7月5日   | 2007 Summer SMTown – Fragile          | 去旅行吧              | 與SMTOWN                 |
| CD   | 2007年7月5日   | 2007 Summer SMTown – Fragile          | Under the sea         | 與天上智喜、Super Junior |
| CD   | 2007年12月7日  | 2007 Winter SMTown – Only Love        | Only Love             | 與SMTOWN                 |
| CD   | 2007年12月7日  | 2007 Winter SMTown – Only Love        | Oh Holy Night         |                          |
| CD   | 2011年12月13日 | 2011 Winter SMTown - The Warmest Gift | The First Noel        |                          |
| CD   | 2014年2月13日  | S.M.THE BALLADVol.2 《Breath》        | 呼吸（中文版）        | 與Chen（EXO）            |
| CD   | 2014年2月13日  | S.M.THE BALLADVol.2 《Breath》        | Set Me Free（中文版） |                          |

## 作品

### 綜藝節目
| 日期                  | 電視台   | 節目名稱       | 備註                 |
| 2008年4月4日          | 江蘇衛視 | 非常大明星     |                      |
| 2010年3月5日          | 湖南衛視 | 天天向上       |                      |
| 2014年2月14日         | 湖南衛視 | 2014元宵喜樂會 | 與Chen（EXO）        |
| 2014年2月25日         | SBS      | The Show       | 與Chen（EXO）        |
| 2014年3月22日         | 東方衛視 | 不朽之名曲     |                      |
| 2014年5月17日－8月2日 | 安徽衛視 | 我為歌狂 2     | 出演第2－3，9－10期  |
| 2014年9月             | 湖南衛視 | 我們都愛笑     |                      |
| 2014年11月            | 深圳衛視 | 年代秀         | 與Xiumin、Lay、TASTY |
| 2023年10月            | JTBC     | Sing Again 3   |                      |

### 主持
| 日期           | 節目名稱             | 合作藝人 |
| 2014年11月16日 | Best of Best in 廣州 | 黃喜     |

### 電台
| 放送日期       | 電台        | 節目名稱 |
| 2014年3月29日  | MBC C-radio | 偶像本色 |
| 2014年10月11日 | MBC C-radio | 偶像本色 |

### 訪問
| 播映日期      | 網站     | 節目名稱        | 備註                |
| 2007年6月     | 搜狐     | 搜狐韓娛        |                     |
| 2008年3月     | tom      | TOM 訪談        |                     |
| 2008年3月6日  | Cyworld  | Cyworld 訪談    |                     |
| 2008年3月13日 | 搜狐     | 明星在綫        |                     |
| 2014年2月14日 | 新浪     | 韓娛專訪        | 與Chen（EXO）       |
| 2014年2月14日 | 搜狐     | 搜狐韓娛        | 與Chen（EXO）       |
| 2014年2月14日 | 東方衛視 | 娛樂星天地      | 與Chen（EXO）       |
| 2014年2月15日 | 愛奇藝   | 愛奇藝iQIYI專訪 | 與Chen（EXO）       |
| 2014年3月5日  | 土豆網   | 韓樂星動態      | 與周覓、Chen（EXO） |
| 2014年3月5日  | 東方衛視 | 娛樂星天地      | 與周覓、Chen（EXO） |
| 2014年3月6日  | 愛奇藝   | 娛樂大事件      | 與周覓、Chen（EXO） |
| 2014年3月7日  | 搜狐     | 搜狐韓娛        | 與周覓、Chen（EXO） |

### 廣告代言
| 日期          | 廣告名稱                  | 合作藝人       |
| 2010年9月10日 | 運動休閒品牌Eithtoo愛居兔 | 與SHINee、f(x) |

## 個人演唱會
- 張力尹首場個人歌友會

| 日期         | 演唱會站次 | 舉行地點             |
| 2008年7月5日 | 北京       | 北京建外SOHO四期廣場 |

- 張力尹UFO歌迷見面會

| 日期          | 演唱會站次 | 舉行地點 |
| 2008年7月28日 |            |          |

- 張力尹《IN 愛》北京迷你演唱會 暨 新歌發佈會

| 日期          | 演唱會站次 | 舉行地點       |
| 2014年9月22日 | 北京       | 北京21世紀劇院 |

### 其他演唱會

#### SMTOWN
| 日期                                 | 演唱會站次 | 舉行地點                   |
| SMTOWN Live'08                       |            |                            |
| 2008年8月15日                        | 首爾       | 首爾奧林匹克主體育場       |
| 2008年9月13日                        | 上海       | 上海體育館                 |
| 2009年2月7日                         | 泰國       | 泰國體育場                 |
| SMTOWN Live '10 World Tour           |            |                            |
| 2010年8月21日                        | 首爾       | 首爾綜合運動場主體育場     |
| 2010年9月4日                         | 洛杉磯     | 斯台普斯中心               |
| 2010年9月11日                        | 上海       | 虹口足球場                 |
| 2011年1月25－26日                    | 東京       | 國立代代木競技場第一體育場 |
| SMTOWN Live World Tour III           |            |                            |
| 2012年5月20日                        | 洛杉磯     | 阿納海姆本田中心           |
| 2012年6月9日                         | 新竹       | 新竹縣立體育場             |
| 2012年8月4－5日                      | 東京       | 東京巨蛋                   |
| 2012年8月18日                        | 首爾       | 蠶室棒球場                 |
| 2012年9月22日                        | 雅加達     | 格羅拉蓬卡諾體育場         |
| 2012年11月23日                       | 新加坡     | 濱海灣浮動舞台             |
| 2012年11月25日                       | 曼谷       | SCG運動場                  |
| 2013年10月19日                       | 北京       | 北京國家體育場             |
| 2013年10月26－27日 (Special Edition) | 東京       | 東京巨蛋                   |
| SMTOWN Live World Tour IV            |            |                            |
| 2014年8月15日                        | 首爾       | 首爾世界盃競技場           |
| 2014年10月18日                       | 上海       | 上海體育場                 |

#### 其他大型演唱會
| 日期              | 演唱會                                           | 舉行地點                     |
| 2006年11月28日    | 2006年萬寧國際文燈節大型歌舞晚會                 | 萬寧市石梅灣隆               |
| 2007年6月16日     | 歡迎北京2008奧運會三星音樂盛典                   | 北京中華世紀壇               |
| 2007年12月2日     | Cyworld 幸福之翼演唱會                           |                              |
| 2008年4月30日     | 北京奧運會D-100倒數演唱會                        | 北京                         |
| 2008年6月8日      | 音樂帶來希望，夢想帶來明天                       |                              |
| 2009年1月25日     | 2009 中央電視台春節歌舞晚會                      | 北京                         |
| 2009年4月15日     | 長白之春愛心晚會                                 | 長春                         |
| 2009年5月1日      | 成龍「龍的傳人」和他的朋友們2009北京演唱會       | 北京鳥巢國家體育場           |
| 2009年10月23日    | 無錫廣播60週年華語巨暨演唱會                     | 無錫                         |
| 2009年10月24日    | 超級巨星英雄演唱會                               | 杭州體育館                   |
| 2009年11月14日    | 康熙來了杭州演唱會                               | 杭州                         |
| 2009年12月18日    | 挑戰吉尼斯獎文藝晚會                             | 溫州                         |
| 2009年11月17日    | 中央電視台廣告招聘節                             | 北京                         |
| 2010年1月17日     | 襄樊群星演唱會                                   | 襄樊                         |
| 2010年3月20日     | 2010 泰國芭提雅音樂盛典                          | 泰國Nongnuch公園             |
| 2011年9月25日     | 三國演義：中日韓風雲音樂盛典                     | 北京鳥巢國家體育場           |
| 2012年12月27日    | 2013 四川衛視新年晚會                            | 成都體育館                   |
| 2013年11月1日     | 南京群星愛心演唱會                               | 南京奧林匹克體育中心         |
| 2014年4月6日      | 2014 成龍「Peace & Love & Friendship」慈善演唱會 | 北京工人體育館               |
| 2014年4月20日     | 2014 HEC Korea Best of Best in NanJing           | 南京奧林匹克體育中心         |
| 2014年6月21日     | Best of Best 快樂韓樂演唱會                      | 台北小巨蛋                   |
| 2014年8月2日      | 成龍《飛躍百部電影人生》演唱會－深圳站           | 華潤深圳灣體育中心春繭體育場 |
| 2014年8月17－18日 | Samsung GALAXY 南京音樂節                        | 南京奧林匹克體育中心         |
| 2014年11月16日    | Best of Best in 廣州                             | 廣州國際體育演藝中心         |

## 其他演出

### 表演嘉賓
| 日期           | 演唱會名稱                                             | 舉行地點                       |
| 2008年4月8日   | 第八屆蒙牛音樂風雲榜                                   | 北京                           |
| 2008年5月10日  | 東方神起 The 2nd Asia Tour - O ［台北站］              | 台北小巨蛋                     |
| 2008年9月29日  | 第七屆中國金鷹電視藝術節開幕式晚會                     | 湖南國際影視會展中心           |
| 2009年3月7日   | Super Junior The 1st Asia Tour - Super Show ［成都站］ | 四川大學龍泉校區龍泉陽光體育館 |
| 2009年12月19日 | 第53屆亞太影展頒獎典禮                                 | 台灣高雄義守大學多功能場館     |
| 2010年7月24日  | 2010 安七炫亞洲巡迴演唱會－北京站                      |                                |
| 2011年7月16日  | SHINee The 1st Asia Tour - SHINee WORLD ［台北站］     | 台北小巨蛋                     |
| 2011年8月20日  | SHINee The 1st Asia Tour - SHINee WORLD ［南京站］     | 南京奧林匹克體育中心           |
| 2014年4月15日  | 第2屆音悅V榜年度盛典                                   | 北京萬事達中心                 |

## 獎項

### 大型頒獎禮獎項
| 年份 | 獎項 |
| 2006 | - Cyworld數位音樂大賞 － 9月歌曲獎《Timeless》、最佳新人獎 - M.net KM Music Festival - 女子Solo部門新人獎 |
| 2008 | - 第5屆勁歌王全球華人樂壇音樂盛典 －內地最佳新人獎 - 時尚．COSMO － 年度美容大獎 - 第6屆福建東南勁爆音樂頒獎禮 － 內地最佳勁爆新人獎 - 蒙牛酸酸乳新人盛典 － 年度最受矚目新人獎 - 騰訊網星光大典 － 人氣女歌手獎 |
| 2014 | - 我為歌狂 - 人氣女歌手獎 |

### 音樂節目獎項
| 日期          | 電視台 | 節目名稱 | 獲獎歌曲 | 排名                |
| ------------- | ------ | -------- | -------- | ------------------- |
| 2006年9月24日 | SBS    | 人氣歌謠 | Timeless | 1位（Mutizen Song） |

## 網站連結
- 張力尹官方網站
- 張力尹中文官方網站 （页面存档备份，存于）
- 張力尹的新浪微博
- 張力尹的Instagram帳戶
- 張力尹的空間(搜狐博客) （页面存档备份，存于）
- YouTube上的張力尹頻道